# Microcercus anomalus
Microcercus anomalus is een pissebed uit de familie Eubelidae. De wetenschappelijke naam van de soort is voor het eerst geldig gepubliceerd in 1873 door Gerstaecker.